# Wojciech Konieczny
Wojciech Jan Konieczny (ur. 30 września 1970 w Częstochowie) – polski polityk i lekarz, przewodniczący rady naczelnej Polskiej Partii Socjalistycznej, senator X i XI kadencji, od 2023 sekretarz stanu w Ministerstwie Zdrowia.

## Życiorys
Syn Tadeusza i Zuzanny. Ukończył studia na Wydziale Lekarskim Śląskiej Akademii Medycznej w Zabrzu. Następnie uzyskał specjalizację w zakresie neurologii w Klinice Neurologii Śląskiej Akademii Medycznej w Katowicach. Ukończył też studia podyplomowe z zarządzania i marketingu o specjalności zarządzanie w ochronie zdrowia. W 2001 zdobył tytuł mistrza Polski lekarzy w koszykówce.
W 1997 podjął pracę w Miejskim Szpitalu Zespolonym w Częstochowie, zajmował m.in. stanowisko kierownika pracowni badań przepływu mózgowego na oddziale neurologii. Od 2010 do 2012 był w tym szpitalu zastępcą dyrektora do spraw leczniczych. W styczniu 2013 został p.o. dyrektora tej placówki, zaś po trzech miesiącach jej dyrektorem.
Pod koniec lat 90. przystąpił do PPS. Był przewodniczącym częstochowskiego komitetu okręgowego i wiceprzewodniczącym partii w województwie śląskim, później został przewodniczącym struktur wojewódzkich partii. Z ramienia komitetów związanych z Sojuszem Lewicy Demokratycznej bez powodzenia kandydował: w 2006 do rady miejskiej Częstochowy, w 2007 i 2015 do Sejmu, w 2011 do Senatu, a w 2010, 2014 i 2018 do Sejmiku Województwa Śląskiego.
W marcu 2019 został wybrany na przewodniczącego Rady Naczelnej PPS. Po wyborach do Europarlamentu w tym samym roku objął mandat radnego wojewódzkiego, zastępując w sejmiku Marka Balta, który został europosłem. W wyborach parlamentarnych w 2019 był kandydatem do Senatu RP z ramienia Sojuszu Lewicy Demokratycznej (z poparciem Koalicji Obywatelskiej i Polskiego Stronnictwa Ludowego) w okręgu wyborczym nr 69. Uzyskał mandat senatora X kadencji, zdobywając 49 261 głosów (pokonał ubiegającego się o reelekcję Artura Warzochę z PiS i Krzysztofa Świerczyńskiego z Koalicji Bezpartyjni i Samorządowcy). Pozostał jednocześnie na stanowisku dyrektora szpitala. W grudniu 2021 odszedł z klubu parlamentarnego Lewicy, współtworząc koło Polskiej Partii Socjalistycznej, którego został przewodniczącym. W styczniu 2023 zastąpiła go na tej funkcji posłanka Joanna Senyszyn. W następnym miesiącu koło to przekształciło się w Koło Parlamentarne Lewicy Demokratycznej, a Wojciech Konieczny został senatorem niezrzeszonym. W kolejnym miesiącu wrócił do klubu Lewicy.
W wyborach w 2023 z ramienia Nowej Lewicy z powodzeniem ubiegał się o senacką reelekcję (z wynikiem 59 980 głosów). 27 grudnia tego samego roku objął stanowisko sekretarza stanu w Ministerstwie Zdrowia.